# Jurja
Jurja (ros. Юрья) – osiedle typu miejskiego w Rosji, w obwodzie kirowskim, ośrodek administracyjny rejonu jurjańskiego. W 2010 liczyło 5668 mieszkańców.